# Paul Kanjorski
Paul E. Kanjorski (Nanticoke, 2 aprile 1937) è un politico statunitense, membro della Camera dei Rappresentanti per lo stato della Pennsylvania dal 1985 al 2011.

## Biografia
Nato e cresciuto in Pennsylvania in una famiglia di origini polacche, dopo il liceo Kanjorski fu impegnato tramite un programma scolastico come congressional page. Nonostante i problemi di dislessia e la cecità all'occhio destro, Kanjorski frequentò la Temple University e si laureò in giurisprudenza, divenendo avvocato.
Entrato in politica con il Partito Democratico, nel 1980 si candidò alla Camera dei Rappresentanti in un'elezione speciale indetta per riassegnare ad un nuovo deputato il seggio del dimissionario Dan Flood; Kanjorski tuttavia venne sconfitto nelle primarie da Ray Musto, il quale riuscì a vincere le elezioni speciali ma perse contro James Nelligan nella successiva tornata elettorale. Nel 1982 Nelligan fu a sua volta sconfitto nelle primarie da Frank Harrison. Nel 1984 Kanjorski si candidò contro Harrison e lo sconfisse, divenendo così deputato. Negli anni successivi fu riconfermato dagli elettori per altri dodici mandati, fin quando nel 2010 fu sconfitto dall'avversario repubblicano Lou Barletta, che lo aveva sfidato infruttuosamente in altre due occasioni.
Durante i suoi ventisei anni di permanenza al Congresso, Kanjorski era considerato un democratico moderato-centrista.